# Tomás José da Costa
Tomás José da Costa (Desterro  — ) foi um político brasileiro.
Filho de Antônio José da Costa e de Páscoa Maria de Jesus.
Foi membro do Conselho Geral da Província de Santa Catarina - 3ª legislatura. Foi deputado à Assembleia Legislativa Provincial de Santa Catarina na 1ª legislatura (1835 — 1837).